# بيتر توماس (لاعب كريكت)
بيتر توماس (11 أبريل 1952 - ) (بالإنجليزية: Peter Thomas)‏ هو لاعب كريكت بريطاني.